# Burgruine Leimburg
Die Burgruine Leimburg, auch Leimberg genannt, ist die Ruine einer Höhenburg auf der Gemarkung Gruibingen bei 704,4 m ü. NN oberhalb Auendorf, einem Ortsteil von Bad Ditzenbach, im Landkreis Göppingen in Baden-Württemberg. Die Ruine liegt auf dem 705 Meter hohen Unteren Leimberg.
Die im 12. Jahrhundert von den Rittern von Leimberg, die vermutlich aus dem Ortsadel von Gosbach entstammten, erbaute kleine mit Wohnturm und Schildmauer versehene Burg wurde erstmals 1180 erwähnt, war später im Besitz des Klosters Ursberg und wurde 1533 zerstört. Von der Burg sind noch wenige Mauerreste vorhanden.

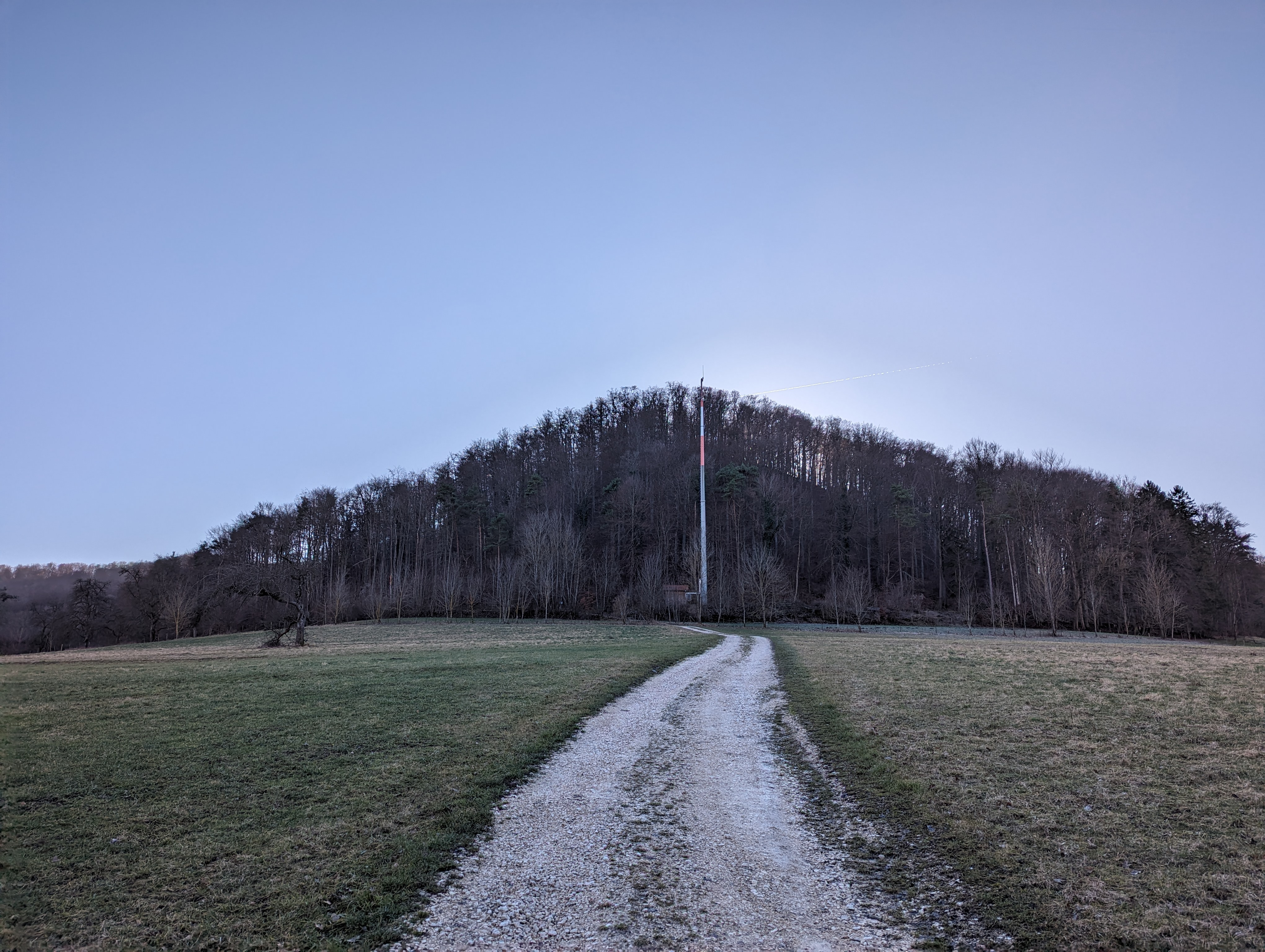
Blick auf den Unteren Leimberg mit Burgstelle
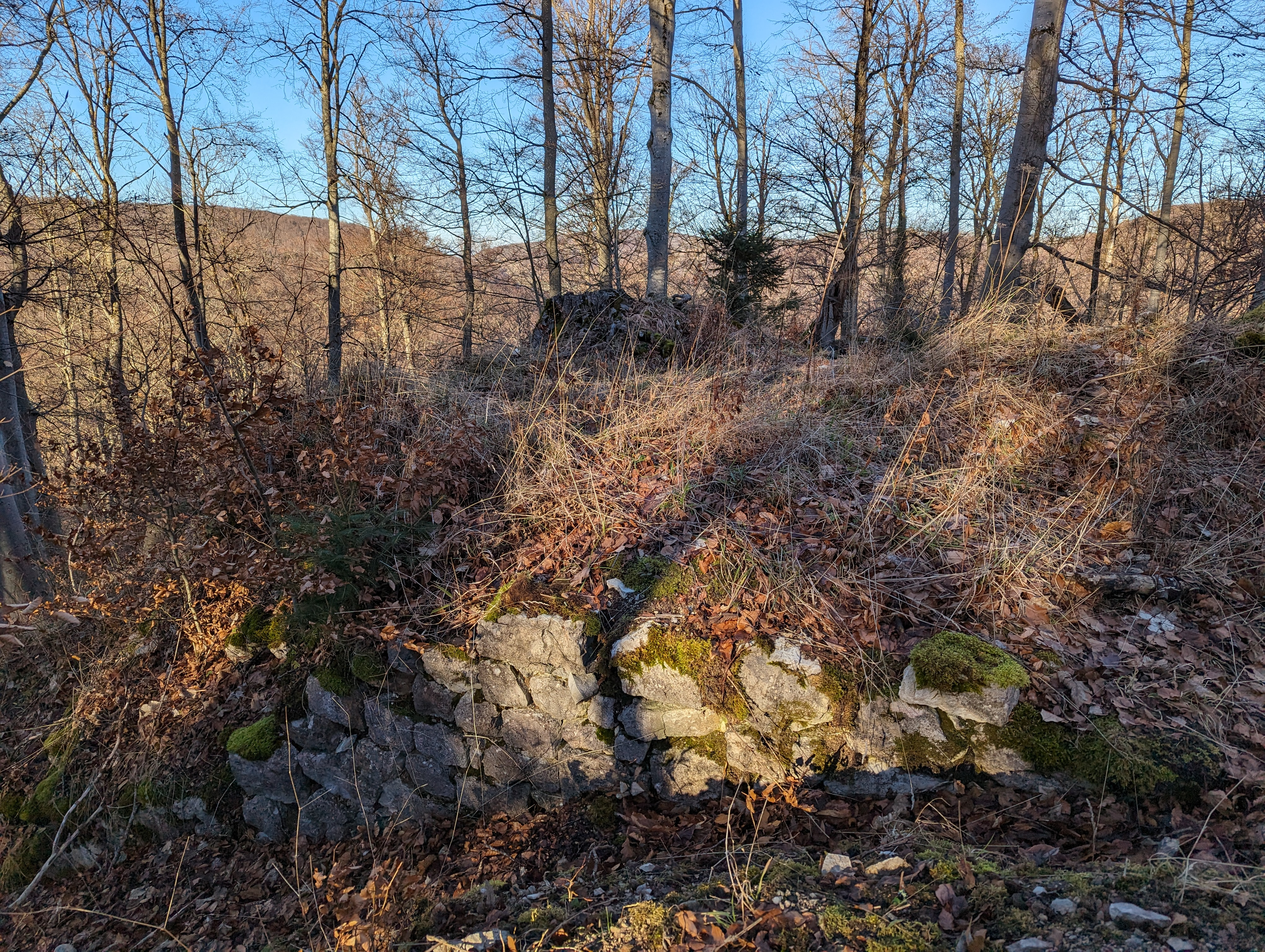
Mauerrest Burgstelle